# Wołodymyr Pajs
Wołodymyr Mykołajowycz Pajs, ukr. Володимир Миколайович Пайс, ros. Владимир Николаевич Пайс, Władimir Nikołajewicz Pajs (ur. 14 kwietnia 1934 w Moskwie, Rosyjska FSRR) – ukraiński piłkarz pochodzenia rosyjskiego, grający na pozycji napastnika, trener piłkarski.

## Kariera piłkarska

### Kariera klubowa
Wychowanek Torpieda Moskwa, w drużynie rezerw którego rozpoczął karierę piłkarską. Potem został powołany do wojska, gdzie bronił barw CSK MO Moskwa. Po zwolnieniu z wojska został w 1956 piłkarzem Traktoru Stalingrad. Na początku 1958 został zaproszony do Czornomorca Odessa, ale po 2 meczach odszedł do Awanhardu Symferopol. Potem występował w klubach Spartak Symferopol i Spartak Stawropol. W 1962 zasilił skład klubu Trudowyje Riezierwy Kisłowodzk, w którym zakończył karierę piłkarza.

## Kariera trenerska
Po zakończeniu kariery piłkarskiej rozpoczął pracę szkoleniowca. W latach 1970–1973 pomagał trenować piłkarzy Tawrii Symferopol. W 1977 pracował na stanowisku dyrektora technicznego Atłantyki Sewastopol. Na początku 1984 stał na czele sewastopolskiego klubu, którym kierował do 26 września 1984.

## Sukcesy i odznaczenia

### Sukcesy trenerskie
Tawrija Symferopol (jako asystent)
- mistrz Ukraińskiej SRR: 1973
- wicemistrz Ukraińskiej SRR: 1970
- brązowy medalista Mistrzostw Ukraińskiej SRR: 1972
- wicemistrz Wtoroj ligi ZSRR: 1970, 1973